# مانسی ولی (پنسیلوانیا)
مانسی ولی (به انگلیسی: Muncy Valley) یک منطقهٔ مسکونی در ایالات متحده آمریکا است که در پنسیلوانیا قرار دارد.